# Alfred von Bülow

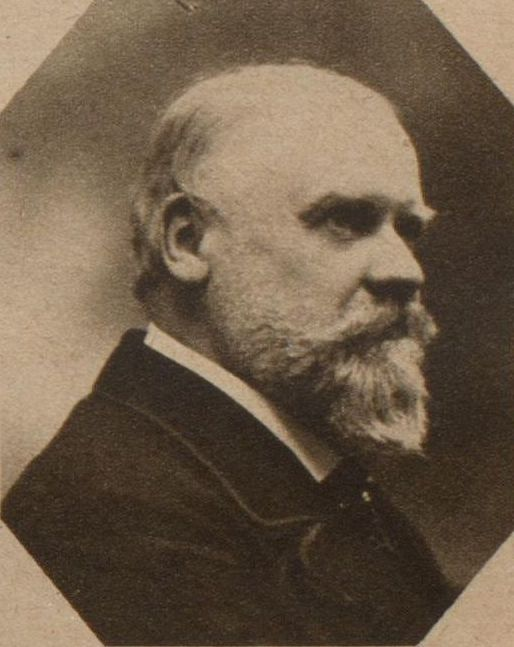
Alfred von Bülow

Alfred Victor Otto Viktor Ernst von Bülow (* 7. August 1851 in Frankfurt am Main; † 26. Juni 1916 in Baden-Baden) war ein preußischer und deutscher Diplomat, im Rang eines außerordentlichen Gesandten und bevollmächtigten Ministers.

## Familie
Alfred von Bülow entstammte dem mecklenburgischen Uradelsgeschlecht derer von Bülow. Er war der Sohn aus der Ehe von Bernhard Ernst von Bülow und Louise Victorine, geborene Rücker. Seine Geschwister waren der spätere Reichskanzler Bernhard von Bülow, Adolf von Bülow und Karl-Ulrich von Bülow. Sein Vater Bernhard Ernst von Bülow war zunächst Gesandter der beiden mecklenburgischen Großherzogtümer und seit 1873 schließlich Staatssekretär des Auswärtigen Amts mit dem Rang eines preußischen Staatsministers, sein Bruder Bernhard von Bülow war seit 1900 Reichskanzler und ab 1905 preußischer Ministerpräsident. Sein Neffe Bernhard Wilhelm von Bülow (1885–1936) war von 1930 bis 1936 Staatssekretär und Vertreter des Außenministers.
Aus der Ehe mit Marie Julie Auguste Gräfin von Dillen-Spiering im Jahre 1884 gingen die vier Kinder Bernhard Friedrich (1885–1937), Bertha (1887–1956), Alice (1890–1944) und Gabriele (1894–1963) hervor.

## Leben

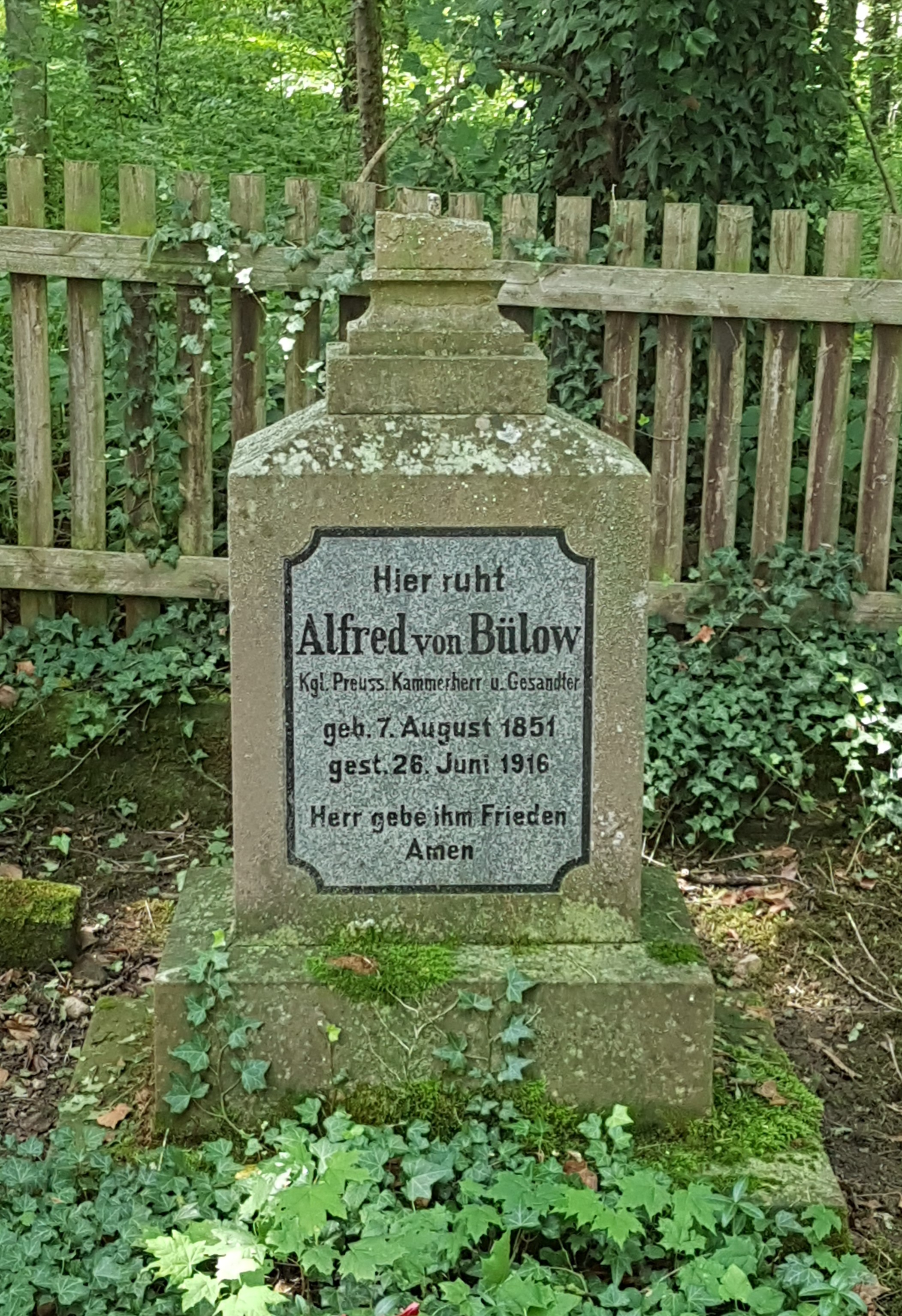
Grabmal in Dätzingen

Bülow studierte von 1871 bis 1875 Staats- und Rechtswissenschaften in Lausanne, Straßburg und Leipzig. 1875 wurde er zum Dr. iur. promoviert. Mit Hilfe seines Bruders Bernhard von Bülow trat er 1881 in den Auswärtigen Dienst ein und wurde Botschaftsattaché in Konstantinopel. 1882 wurde er Legationssekretär bei der preußischen Gesandtschaft in Stuttgart. Er war im diplomatischen Dienst in Rom (1884), Bern (1885), Wien (1888) und mit Ernennung zum Legationsrat in Den Haag (1890) und St. Petersburg (1891).
1893 wurde er Minister Resident in Luxemburg. 1895 wurde er Außerordentlicher Gesandter und bevollmächtigter Minister in Oldenburg, Lippe und Braunschweig (1895), Gesandter in Bern (1898–1912) und Gesandter in Dresden (1912–1914). Er starb 1916 in Baden-Baden. Seine letzte Ruhestätte fand er auf dem Adelsfriedhof von Schloss Dätzingen.

## Ehrungen
Er wurde mehrfach ausgezeichnet, darunter die Ernennung zum Königlich Preußischen Kammerherrn und Wirklichen Geheimen Rat.
- Roter Adlerorden II. Klasse mit Stern und Eichenlaub[1]
- Kronen-Orden I. Klasse
- Ehrenkreuz des Ordens der Württembergischen Krone mit dem Löwen
- Großkreuz des Oldenburgischen Haus- und Verdienstordens des Herzogs Peter Friedrich Ludwig
- Großkreuz des Ordens Heinrichs des Löwen
- Ehrenkreuz I. Klasse des Lippischen Hausordens
- Ritter des Ordens der Heiligen Mauritius und Lazarus
- Großkreuz des Ordens der Krone von Italien
- Großkreuz des Ordens der Eichenkrone
- Ritter des Ordens der Eisernen Krone
- Sankt-Stanislaus-Orden II. Klasse mit Stern
- Osmanje-Orden IV. Klasse